# Damelj
Dámelj je naselje v Občini Črnomelj.

## Geografija
Pomembnejša bližnja naselja so: Draga (1 km), Sinji vrh (2,5 km), Vinica (7 km) in Črnomelj (25 km).
V vasi se nahaja podružnična cerkev sv. Mihaela, ki pripada župniji Vinica.

## Demografija
| Pregled števila prebivalstva po letih | Pregled števila prebivalstva po letih | Pregled števila prebivalstva po letih | Pregled števila prebivalstva po letih | Pregled števila prebivalstva po letih | Pregled števila prebivalstva po letih | Pregled števila prebivalstva po letih | Pregled števila prebivalstva po letih | Pregled števila prebivalstva po letih | Pregled števila prebivalstva po letih | Pregled števila prebivalstva po letih | Pregled števila prebivalstva po letih | Pregled števila prebivalstva po letih | Pregled števila prebivalstva po letih |
| ------------------------------------- | ------------------------------------- | ------------------------------------- | ------------------------------------- | ------------------------------------- | ------------------------------------- | ------------------------------------- | ------------------------------------- | ------------------------------------- | ------------------------------------- | ------------------------------------- | ------------------------------------- | ------------------------------------- | ------------------------------------- |
| 1869                                  | 1880                                  | 1890                                  | 1900                                  | 1910                                  | 1931                                  | 1948                                  | 1953                                  | 1961                                  | 1966                                  | 1971                                  | 1981                                  | 1991                                  | 2002                                  |
| 208                                   | 202                                   | 196                                   | 163                                   | 157                                   | 151                                   | 137                                   | 133                                   | 111                                   | 108                                   | 91                                    | 64                                    | 61                                    | 27                                    |